# Madonna col Bambino in trono e due angeli (Maestro del Bigallo)
La Madonna col Bambino in trono e due angeli (o Madonna Bardini) è un dipinto tempera su tavola del Maestro del Bigallo, databile al 1230 circa e conservato nella Galleria degli Uffizi a Firenze.

## Storia
L'opera si trova esposta nel museo dal 2007, acquistata l'anno prima dall'antiquario Fabrizio Moretti con fondi speciali gestiti direttamente dalla Soprintendenza per il Polo Museale Fiorentino. 
Si ignora la collocazione originaria dell'opera, che nel XIX secolo venne immessa sul mercato da Stefano Bardini, finendo in collezioni estere tra cui quelle di Charles Fairfax Murray e Joseph Duveen.

## Descrizione e stile
L'opera, in buono stato di conservazione, è tra le migliori dell'anonimo artista, uno dei primi maestri di pittura italiani di cui è stato possibile tracciare un catalogo di opere, ed è molto significativa della pittura fiorentina nella prima metà del Duecento. 
La Vergine troneggia sporgendo con la testa e l'aureola oltre i confini della tavola rettangolare, come tipico nelle opere dell'epoca. Maria è raffigurata su un trono stilizzato, composto da più strati bombati e da un cuscino rosso, e tiene in braccio il Bambino benedicente; i piedi sono poggiati su una pedana rozzamente scorciata; come tipico, due piccoli angeli simmetrici in volo riempiono i due angoli ai lati delle spalle della Vergine. 
Il manto è rosso ed è avvolto con pesanti pieghe del panneggio, sviluppato in maniera geometrica e piatta, con sfumature date da strisce di colore. Alle gambe spunta la veste azzurra con puntini dorati, pure organizzata in pieghe stilizzate che suggeriscono, con una certa libertà, la forma delle ginocchia sottostanti. Le forme tendono a dilatarsi, dando al gruppo sacro il tono di una solenne e maestosa raffigurazione, distaccata come suggerisce anche la leggera deviazione in tralice dello sguardo, tipica dell'artista. 
Il Bambino fa uscire il braccio dal mantello candido, con un gesto che è ripreso dalla Madonna di Rovezzano (Firenze, chiesa di Sant'Andrea a Rovezzano), ritenuta la più antica opera di scuola fiorentina pervenutaci, anche se il Maestro del Bigallo addolcì il gesto in maniera più accattivante, facendo spuntare il gomito sotto la fascia che arriva fino al collo.